# Insatstid
Insatstid är den tid som förflyter från alarmering av en insatsstyrka till dess att räddningsarbetet kan påbörjas. Tiden är summan av anspänningstid, körtid och angreppstid.
Med anspänningstid menas tiden från alarmering av personal till dess räddningsenhetens första fordon kan gå ut.
Med körtid menas tiden det tar att med räddningsfordon förflytta sig från stationeringen till skadeplatsen.
Med angreppstid menas tiden från det att fordonen placerats vid skadeplatsen till dess att räddningsarbetet kan påbörjas.

## Andra betydelser
"Insatstid" kan också avse en längre tidsperiod som en verksamhet pågår, till exempel insatstiden för en militär operation.